# Konstitutionalism
Konstitutionalism som begrepp innefattar flera idéer och innebörder men kan generellt sett beskrivas som ett system för att begränsa statsmaktens makt med en skriven konstitution. 
Fastän konstitutionellt styre nämns av Aristoteles i Politiken, brukar John Locke framhållas som dess främsta uttolkare. 
Begreppet konstitutionalism är dubbelsidigt. Konstitutionalism innefattar både bemyndigandet och begränsandet av makten, både beviljar maktbefogenhet och specificerar dess omfattning och syfte. Konstitutionalismen anses främja rättsstatens principer, förutsägbarhetsprincipen, och förhindra godtycklig rättsskipning. Enligt konstitutionalism kan lagar och domar i länder med common law förklaras ogiltiga eftersom de strider emot konstitutionen om det sker i enlighet med uppenbarhetsprincipen, vanligen av en författningsdomstol eller domstol med liknande befogenhet.
Såväl förespråkare för naturrätten som Hans Kelsens lärjungar, menar att en konstitution bör innehålla en grundnorm och regeringsmaktens förpliktelser. Som regel är konstitutionen avkodad i ett dokument i moderna stater, som i den amerikanska grundlagen USA:s konstitution. I Aristoteles Politiken avser ett konstitutionellt styre ett statsskick där lagen är överställd regenten; en monarki i vilken regeringsmakten är begränsad i grundlag, kallas med ett senare språkbruk "konstitutionell monarki". Demokratisk konstitutionalism är statsskick vars grundlagar garanterar medborgarna demokrati.